# 1992年夏季残疾人奥林匹克运动会立陶宛代表团
1992年夏季残疾人奥林匹克运动会立陶宛代表团是立陶宛派出的1992年夏季残疾人奥林匹克运动会代表团。获得4枚银牌和3枚铜牌。